# Labradoodle
Um Labradoodle é um cão híbrido gerado pelo cruzamento de um Labrador retriever e um Poodle comum ou miniatura.

## História
O Labradoodle tornou-se conhecido em 1988, quando o criador australiano Wally Conron cruzou o Labrador Retriever e o Poodle na Royal Guide Dogs Associations of Australia, em Victoria. Conrons tinha o objetivo de combinar o revestimento baixo-vertendo do poodle com a gentileza e a treinabilidade do Labrador e fornecer um cão-guia adequado para pessoas com alergias a pele e pelos. Sultan, um cão desta ninhada, exibindo todas as qualidades que Conron estava buscando, trabalhou como um cão-guia para uma mulher no Havaí há dez anos.
Embora os cães-guia de Victoria já não reproduzam Labradoodles, eles são criados por outras organizações de cães-guia e assistência na Austrália e em outros lugares. A associação para o cego da Austrália Ocidental introduziu Labradoodles no seu programa de treinamento, e seu primeiro, Jonnie, formou-se em novembro de 2010. Os Labradoodles são agora amplamente utilizados ao redor do mundo como cães guia, de assistência e terapia, bem como sendo populares cães da família. O coroa real norueguesa, o Príncipe e a princesa, possuem um Labradoodle.

## Aparência e temperamento
o Labradoodle não é uma raça, é um híbrido, os filhotes não têm características consistentemente previsíveis.

## Saúde
Labradoodles podem sofre de problemas comuns a suas raças parentais, Poodles e Labradores podem sofrer de Displasia de Quadril, Por isso é necessário fazer uma radiografia para verificar se há esse problema antes do acasalamento. As raças parentais também podem sofre uma serie de distúrbios oculares, e um exame por um oftalmologista veterinário  deve ser realizado em cães reprodutores.
Labradoodles foram conhecidos por sofrer de atrofia progressiva da retina, uma doença que causa cegueira hereditária, que ocorre em ambos os Poodles miniatura e Cocker Spaniel.